# Johannes Rudloff

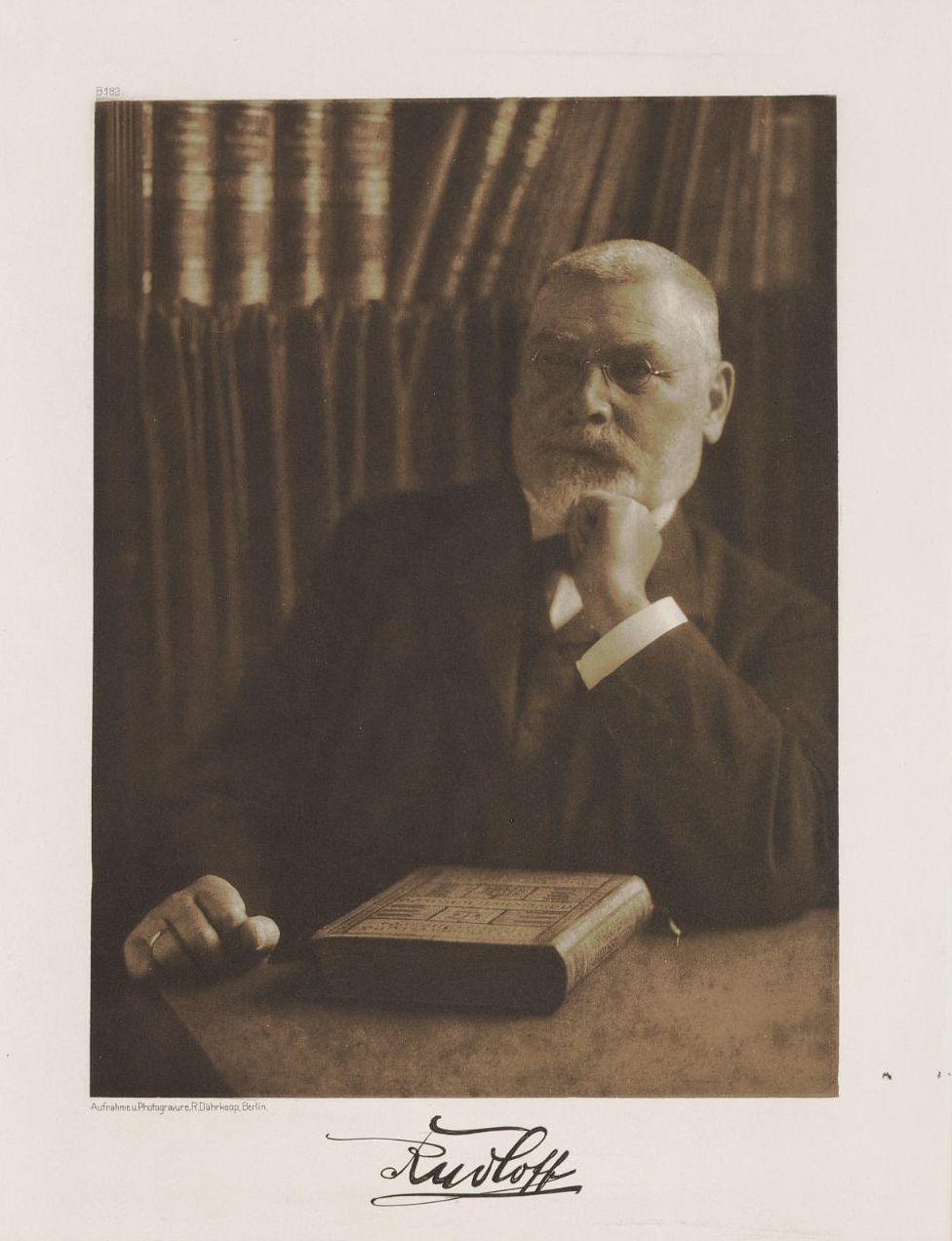
Johannes Rudloff, 1907, Foto von Rudolf Dührkoop

Johannes Rudloff (* 7. März 1848 in Erfurt; † 18. September 1934 in Berlin-Halensee) war ein deutscher Schiffbauingenieur im Dienst der Kaiserlichen Marine wie Reichsmarine und zudem Hochschullehrer an der Technischen Hochschule (Berlin-)Charlottenburg.

## Leben
Nach dem Besuch der Königlichen Gewerbeschule in Erfurt begann er 1866 ein Studium an der Königlichen Gewerbeakademie in Berlin.

### Marine
Anschließend arbeitete er auf der Königlichen Werft in Danzig, dem Marinedepot in Kiel und absolvierte im Garde-Pionier-Bataillon seine Militärdienstpflicht als Einjährig-Freiwilliger. Im Deutsch-Französischen Krieg 1870/1871 erbeutete er vier französische Flusskanonenboote, die nach Überholung und Reparatur dem Prinzen Friedrich Karl vorgeführt wurden. Nach dem Krieg arbeitete er als Ingenieuraspirant auf der Kaiserlichen Werft und wurde 1872 zum Unteringenieur ernannt, dabei leitete er die Überholung der Korvette Victoria, einem frühen Schiff der preußischen Marine. Sie war eine preußische Glattdeckkorvette, wurde 1864 in Frankreich gebaut, ein Jahr später von Preußen erworben und 1892 in Hamburg abgewrackt. Nach verschiedenen Bauaufsichten auf der Stettiner Vulkan-Werft, der Kaiserlichen Werft Kiel und der Germaniawerft in Kiel erhielt er Bordkommandos auf dem Flaggschiff Baden und dem Kreuzer Kaiserin Augusta. Mit letzterer fuhr er als Mitglied einer Schiffsprüfungskommission nach den Vereinigten Staaten von Amerika.
1895 wurde er im Reichsmarineamt in Berlin als Nachfolger von Adolf Brix zum Dezernenten für Schiffbauangelegenheiten ernannt und übernahm dabei auch die Funktion des verstorbenen Chefkonstrukteurs Alfred Dietrich. Er war verantwortlich für die Entwürfe von Linien- und Panzerschiffen, Kleinen Kreuzern und Kanonenbooten. Technische Fragestellungen des Kriegsschiffbaus wurden in dieser Aufbauphase von ihm wissenschaftlich bearbeitet und gelöst.

### Lehrtätigkeit
Neben seiner Werfttätigkeit lehrte er zwei Jahre an der Marineschule, von 1888 bis 1894 an der Kieler Marineakademie und von 1902 bis 1906 an der Technischen Hochschule Charlottenburg. Nach seinem Abschied von der Marine wurde er 1906 an die Technische Hochschule Charlottenburg berufen und lehrte hier bis 1913 im Fach „Entwerfen von Kriegsschiffen“. Seine Verdienste in der Marine und in der Lehre führten zur Verleihung der Ehrendoktorwürde. Er war Gründungsmitglied der Schiffbautechnischen Gesellschaft (STG) und galt auch aufgrund seiner Vorträge und Veröffentlichungen als Nestor des deutschen Schiffbaus.
Johannes Rudloff starb 1934 im Alter von 86 Jahren in Berlin und wurde auf dem Waldfriedhof Dahlem beigesetzt. Das Grab ist nicht erhalten.

## Schriften
- Die Entwicklung der gepanzerten Linienschiffe. In: Jahrbuch der Schiffbautechnischen Gesellschaft, Band 1 (1900), S. 593–638.
- Die Sicherheit havarierter Schiffe gegen das Kentern. In: Jahrbuch der Schiffbautechnischen Gesellschaft, Band 21 (1920), S. 437–476.